# サキュバスさんのはつしごと。
『サキュバスさんのはつしごと。』は、しのによる日本の4コマ漫画作品。『まんが4コマぱれっと』（一迅社）にて、2016年12月号から連載中。普通の人間とサキュバスとの日々の触れ合いを描く日常ファンタジー4コマ漫画である。

## ストーリー
普通の高校生・清井操の前に突然下着姿の少女が現れる。彼女はリッタという悪魔の少女だった。魔界で就活の波にさらわれて気づいたらサキュバスになっていた彼女は、任務をこなすべく操の前にやってきたのだった。内気で恥ずかしがり屋ながら精を得るべく懸命に誘惑するリッタと、誘惑を拒絶しながら慣れない仕事に励むリッタを無碍にできない操の一つ屋根の下の生活が始まった。そこへリッタの進捗状況を視察に来るサキュバスの教官、操の幼なじみの快活少女の橘司、さらにはリッタをライバル視する同じ新人サキュバスのラヴィーニャが押しかけてきて、さらに賑やかな毎日が続くのだった。

## 登場人物
清井 操（きよい みさお）
主人公。高校2年生。サキュバスの少女リッタに精を摂る対象として押しかけられ、それ以来彼女を自宅に住まわせている。
自分のところを追い出されたら人間界で行く当てのないリッタを心配して追い出すことができないでいる。その優しさに打たれたリッタになお一層熱心に迫られるも『初めては好きな子とじゃないとしたくない！』との思いから拒否し続けている。
リッタ
ヒロイン。就活中の悪魔の少女。先輩サキュバスである教官からも指摘されるほどの巨乳で抜群のプロポーション。催淫の能力を持つが、人間相手にはあまり発動できていない。内気で温厚で恥ずかしがり屋な性格だが、ラヴィーニャが操を誘惑しようとしたときには激しく取り乱すような激情を露わにする一面も持つ。
就活の波にさらわれて気がついたらサキュバスの職を得てしまっていた。男性経験はなく男性誘惑のための下着姿もものすごく恥ずかしがっているが、実家の家族を安心させるためにも一人前のサキュバスとなりたいと思っている。操のところに来たのは、福引に使うような抽選器でターゲットとして決められたため。
リッタの身の上を心配して居候を認めてくれた操の優しさに感激し親愛の情を抱いており、以来昼は甲斐甲斐しく家事に勤しみ夜は操の誘惑に余念がない。
教官
リッタの指導をしているサキュバスの教官。本名未詳。定期的にリッタの人間界での様子を視察に来ている。最初はハムスターの姿で操の前に現れたが。正体は若い美女。中々進捗が無いリッタのことを心配しており、一向に手を出さない操を盛んにけしかけている。関西弁。豪放磊落な性格で人間界にもなじんでおり、酒豪ぶりを見せる場面もある。
橘 司（たちばな つかさ）
操の幼なじみの女子高生。明るく元気な性格。リッタのことは操の遠縁のハーフと聞かされており、下着姿も外国の習慣ということで不思議に思っていない。持ち前の明るさで積極的にリッタと友達になっていく。高校では陸上部に所属。従姉の経営するカフェでバイトしている。
ラヴィーニャ
リッタの同輩。見た目はリッタよりも幼い。魔界では優等生であったためリッタに対して強気な態度を取っているが、人間界での仕事は進捗がはかばかしくないため内心リッタの状況を気にしている。催淫の能力に優れ、操をその練習台にしようとする。

## 書誌情報
- しの『サキュバスさんのはつしごと。』、一迅社〈4コマKINGSぱれっとコミックス〉、既刊2巻（2019年6月22日現在）
  1. 2017年12月25日発売[1][2]、ISBN 978-4-7580-8300-3
  2. 2019年6月22日発売[3]、ISBN 978-4-7580-8322-5